# Веснач
Веснач — річка в Україні, у Коростенському районі Житомирської області. Ліва притока річки Ірша. 
Довжина 9,5 кілометрів. Бере початок із заболоченої місцевості за 1 км на південь від села Діброва, на висоті 192 метри. Перші 3,5 кілометри течії русло каналізоване, у річку з лівого та правого боку вливається по каналу. Далі річка протікає селом Мелені, де у річку впадають 2 праві та 1 ліва притоки. Останні 2 кілометри течії протікає луками та лісом і впадає в Іршу. 
У Меленях на річці є невеликий ставок.
У гирлі річки у 70-х рр. ХХ ст. була виявлена пізньонеолітична стоянка. 